# Michael Keuler
Michael Keuler, död november 1595 i Stockholm, var en svensk präst.

## Biografi
Michael Keuler var hovpredikant hos prinsessan Cecilia Vasa och blev 26 oktober 1576 kyrkoherde i Tyska S:ta Gertruds församling i Stockholm, tillträdde 1 maj 1577. Han skrev under på Uppsala möte 1593. Keuler avled 1595 i Stockholm.

### Familj
Keuler gifte sig 1579 med en kvinna. De fick tillsammans ett barn (död 1588) och en dotter.